# Nagi y Saya (NS)
High School Student Special Agent - Nagi and Saya  (女子高生特務捜査官　ナギ アンド サヤ) es una película japonesa, del 22 de julio de 2011, producida por Zen Pictures. Es una película del género tokusatsu, de acción y aventuras, con artes marciales, dirigido por Motoharu Takauji, y protagonizada por Kanna y Ayana Tanigaki.
El idioma es en japonés, pero también está disponible con subtítulos en inglés, en DVD o descargable por internet.

## Argumento
Nagisa y Sayaka son dos compañeras de instituto de secundaria, que se llevan muy bien, y son amigas desde la niñez. En el pasado, ambas contribuyeron a esclarecer el asesinato de un detective, en un caso en que se vieron implicadas de forma accidental.
Nagisa Aomi, es una brillante deportista, que ejerce de presidenta del cuerpo de estudiantes. Su compañera Sayaka Yamabuki, es una gran luchadora de artes marciales, y una especialista en informática, sobre todo como hacker. Saya tiene un carácter muy diferente al de Nagi. Ahora, ambas han sido licenciadas para realizar actos como agentes para una brigada de investigación especial. La situación de que ambas son dos colegialas, hace que sean integrantes únicas dentro de los miembros de dicha organización, pero son muy útiles dentro de casos que ocurren entre estudiantes, ya que ellas pasan inadvertidas dentro de los demás estudiantes.
Un día, una estudiante es encontrada muerta con indicios de asesinato. Cuando la policía trata de investigar las llamadas y mensajes recibidos en su móvil, se dan cuenta de que han sido borrados por un virus informático. Este es un caso perfecto para ser llevado a cabo por el equipo NS de Nagi y Saya, siendo supervisado su trabajo por la agente experimentada Ayumi Morishita.